# Thaumastasoma jebamoni
Thaumastasoma jebamoni là một loài chân đều trong họ Nannoniscidae. Loài này được George miêu tả khoa học năm 2001.